# Notropis calientis
Notropis calientis és una espècie de peix cipriniforme de la família dels ciprínids.

## Distribució geogràfica
És un endemisme de Mèxic.